# Kobylisy
Kobylisy (německy Kobilis) jsou městská čtvrť a katastrální území na severu Prahy (MČ Praha 8), sousedící s Libní (J), Ďáblicemi (S), Střížkovem (V) a Čimicemi (Z). Východní část je tvořena panelovým sídlištěm (zhruba 10 tisíc obyvatel), západní část rodinnými domky. Na severu je Ďáblický háj, pokrývající kopec Ládví o nadmořské výšce cca 359 m. Mezi Kobylisy a Bohnicemi leží Čimický háj. Zástavba rodinných domů na severu Kobylis, vymezená ze západu ulicí Klapkovou a z jihu Veltěžskou, dříve nesla místopisné označení „Pod Ládvím též Nové Ďáblice“ a spolu s tzv. Seidlovou kolonií byla do roku 1951 součástí Ďáblic, přičemž k Ďáblicím dlouho náležely i další, dnes kobyliské pozemky, východně od této místní části.

## Historie

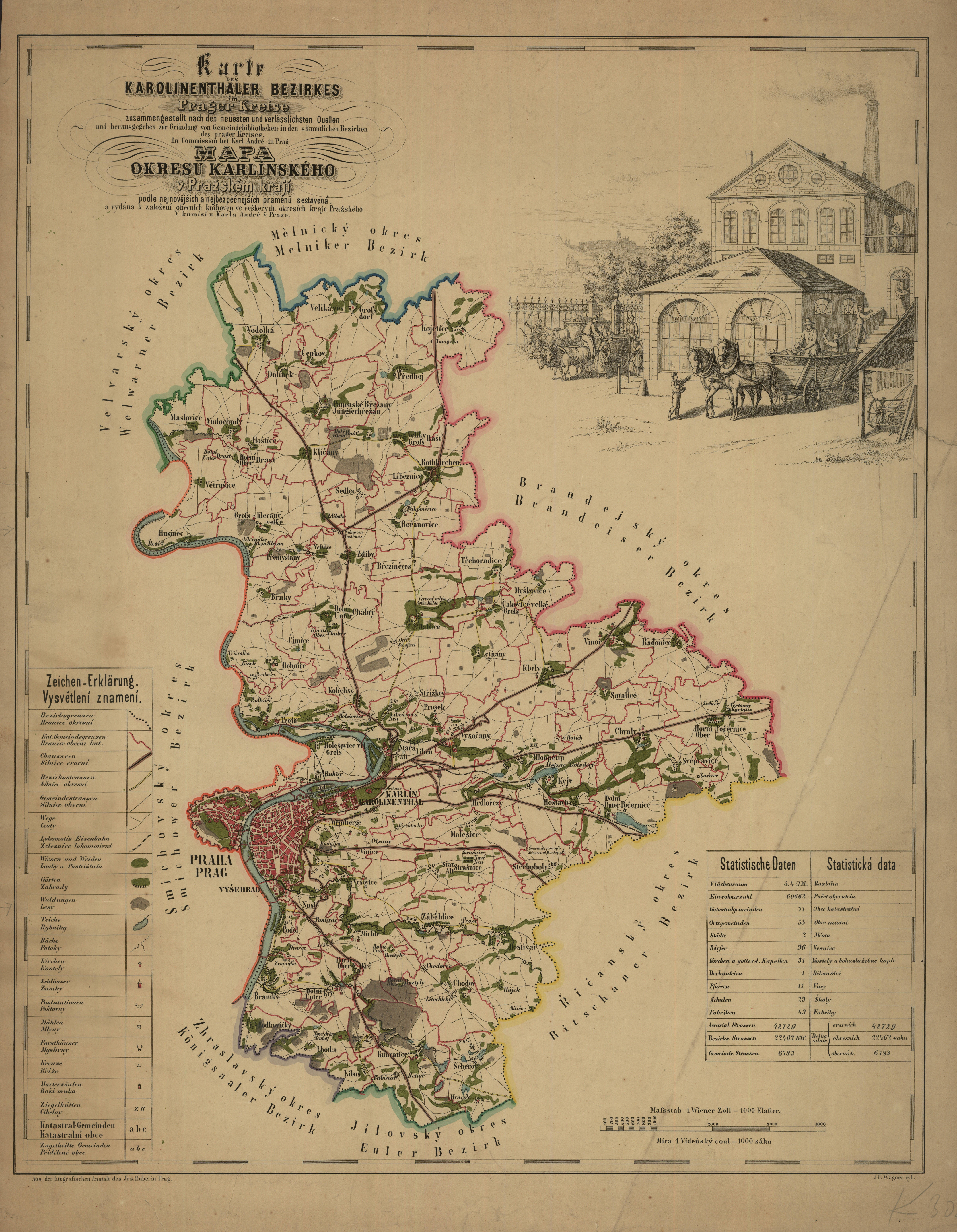
Karlínský okres (mapa z roku 1850)

Nejstarší osídlení dokládají nálezy hrazené osady z období mladšího eneolitu, pohřebiště z pozdního eneolitu a stopy zemědělské činnosti z doby bronzové. Z dob stěhování národů se zachovaly hroby. První písemná zmínka o obci původně zvané Kobolisy (latinsky Cobolicz) je ve formulářové listině z 15. července 1297, dle níž byla ves v dočasném držení Konráda od Kamene, staroměstského patricije německého původu. Osada byla roku 1305 dána králem Václavem II. s podílem na Vrbici ku prebendě kanovníkům pražským. Císař Zikmund odňal pak kanovníkům zdejší dvůr a zapsal jej s příslušenstvím dvěma rychtářům Nového města pražského. V 18. století bylo území dnešních Kobylis odlesněno. Kolem roku 1841 byly Kobylisy malou vesnicí obklopenou sady, poli a pastvinami, o čemž svědčí katastrální mapy. V roce 1890 Statistický přehled okresu karlínského uvádí: „Jsou zde též tři cihelny a jedna parní mlátička. Menší různá řemesla jsou zde četně zastoupena. Pamětní knihu obec nevede. Sbor dobrovolných hasičů jest jediným zdejším spolkem.“ Čimický háj byl vysázen uměle a evidován jako lesní pozemek. V Kobylisích se v 19. století a na počátku 20. století těžil a zpracovával písek, nacházela se zde i cihelna. Připomínky této činnosti se dnes dají najít v toponymech: ulice Na Pecích (v letech 1906–1925 V cihelně), Na Přesypu a Na Pískovně (Bohnice), zastávky autobusu Pískovna (dnes Čimický háj) a Písečná.
V roce 1922 byly Kobylisy včleněny do Velké Prahy.

### Vývoj počtu obyvatel
|          | 1785 | 1843 | 1857 | 1869 | 1880 | 1890 | 1900  | 1910  | 1921  | 1930  |  | 1950   | 1961   | 1970   | 1980   | 1991   | 2001   | 2007   | 2009   | 2011   | 2012   |
| -------- | ---- | ---- | ---- | ---- | ---- | ---- | ----- | ----- | ----- | ----- |  | ------ | ------ | ------ | ------ | ------ | ------ | ------ | ------ | ------ | ------ |
| Obyvatel |      | 316  | 401  | 428  | 565  | 876  | 2 125 | 3 199 | 3 384 | 5 881 |  | 10 308 | 12 744 | 11 061 | 37 013 | 32 903 | 28 961 | 27 354 | 27 531 | 28 241 | 27 911 |
| Domů     | 25   | 35   | 38   | 38   | 62   | 49   | 196   |       |       |       |  |        |        |        |        |        |        |        |        |        |        |

### Významné události

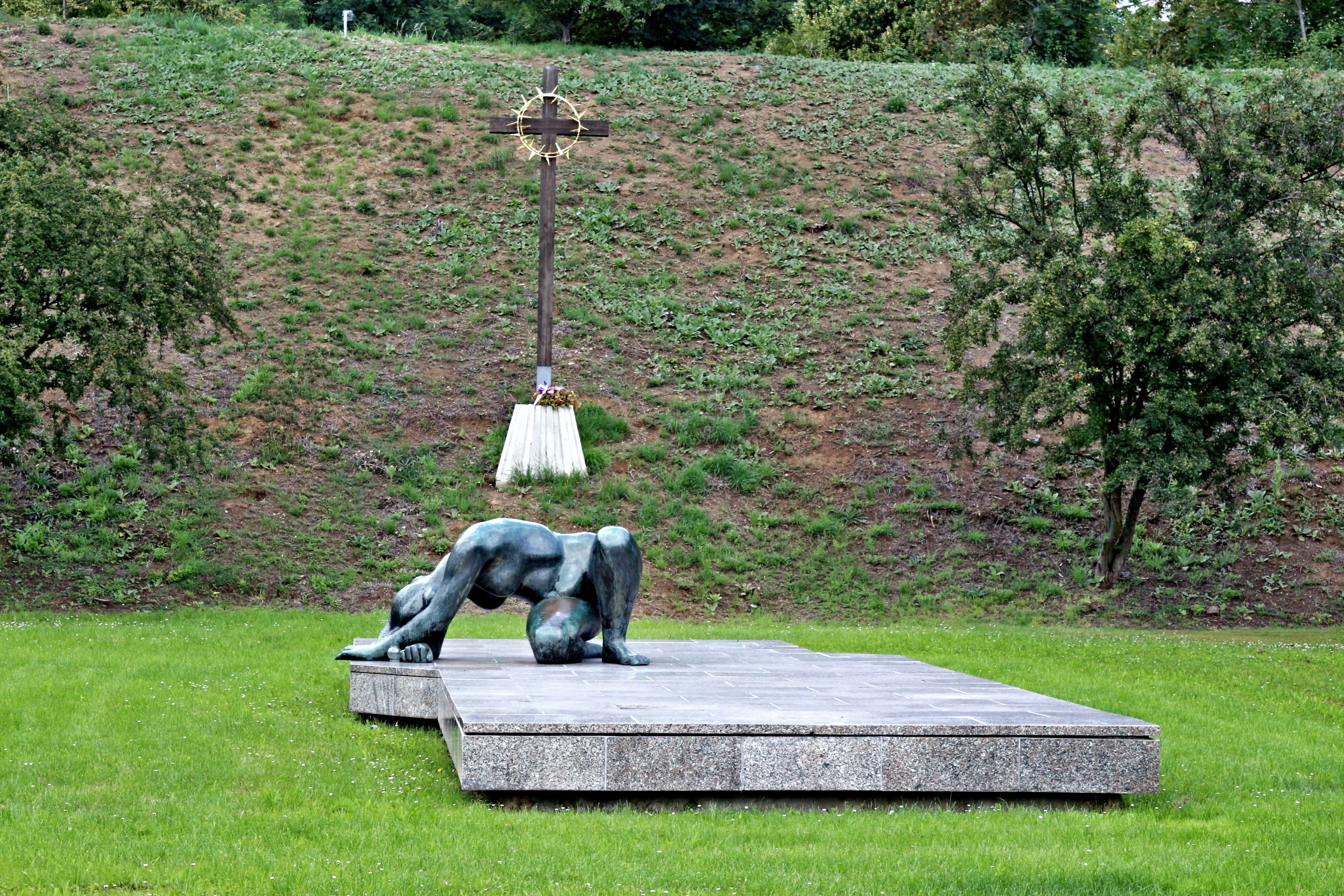
Památník obětem nacismu – Kobyliská střelnice – místo nacistických poprav

- 27. května 1942 se v tzv. kobyliské zatáčce uskutečnil atentát na Reinharda Heydricha – hlavní cíl operace Anthropoid (samotné místo atentátu leží v katastrálním území Libeň nedaleko hranice obou čtvrtí)
- Kobyliská střelnice – místo hromadných poprav českých lidí za druhé světové války, především v období heydrichiády a za Pražského povstání

## Doprava
V roce 2004 byly dokončeny stanice metra „Kobylisy“ (podle návrhu Anny Martínkové) a „Ládví“. Čtvrtí prochází autobusové i tramvajové linky. Na území čtvrti se nachází tramvajová vozovna a stejnojmenná konečná tramvají Vozovna Kobylisy.

## Významné stavby

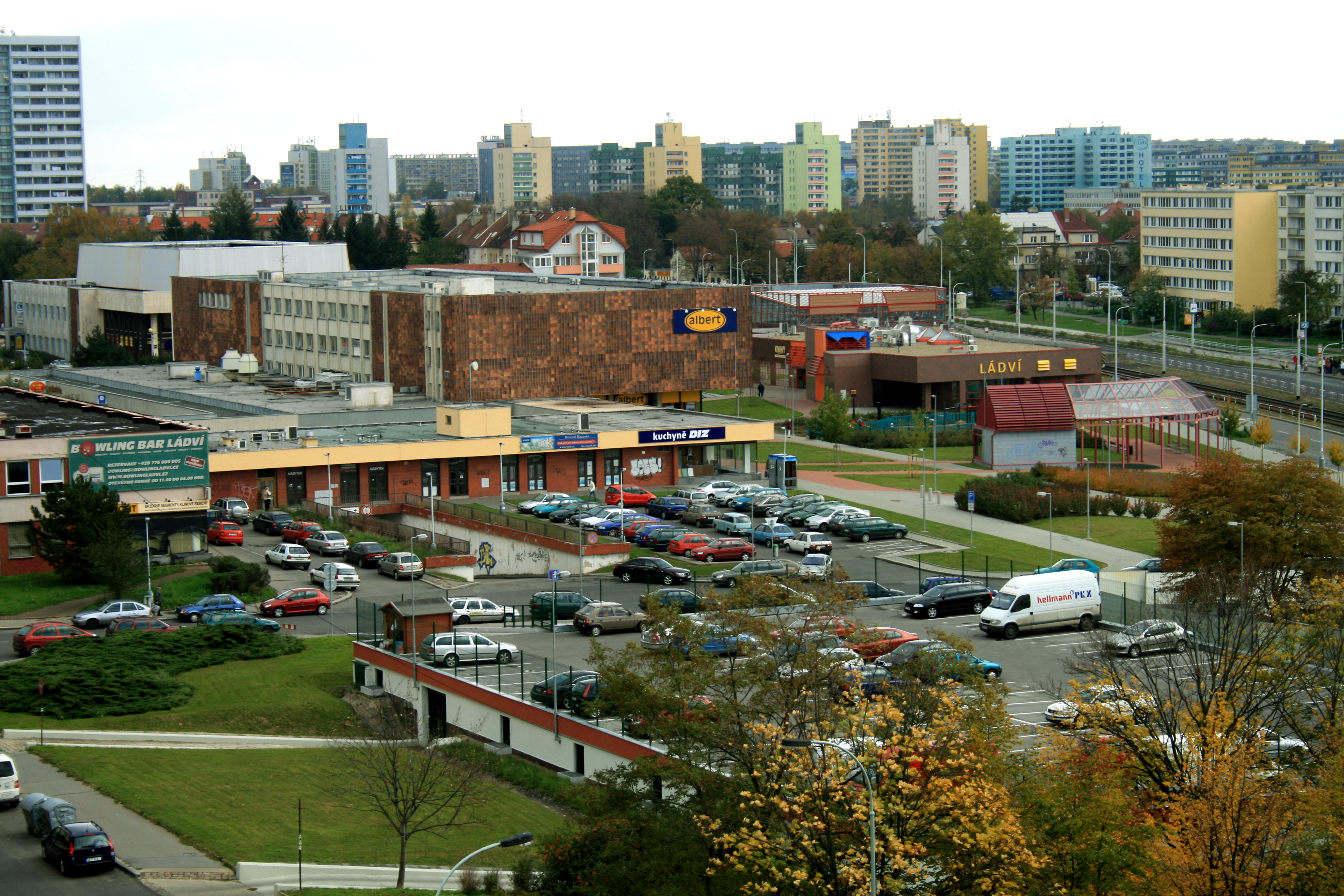
Stanice metra a obchodní středisko Ládví uprostřed sídliště Ďáblice

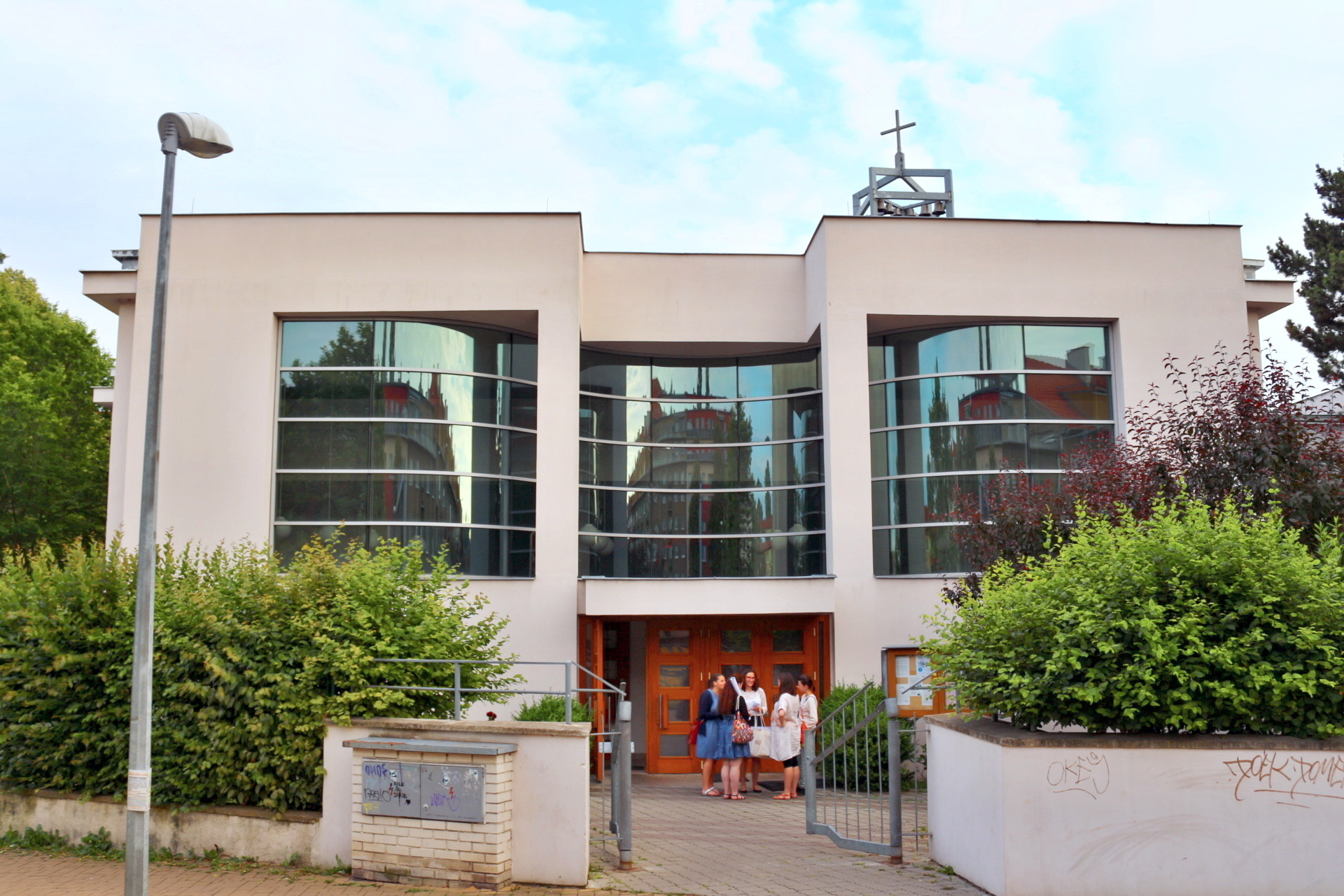
Salesiánský kostel sv. Terezie na Kobyliském náměstí

- U metra Kobylisy byly podle návrhů Pavla Obermana, Milana Hrůzy a Petra Dufka vystavěny zeměměřické a katastrální úřady.

- Dominantou Kobyliského náměstí je římskokatolický farní kostel svaté Terezie od Dítěte Ježíše při Salesiánském středisku mládeže Dona Bosca.
- Stranou hlavního ruchu, v ulici U Školské zahrady a v blízkosti přírodní památky Okrouhlík je situován evangelický kostel U Jákobova žebříku.
- V roce 1947 byly v Kobylisích, mezi ulicemi Služská, Vršní a Kobyliské náměstí, podle návrhů Václava Jetele a Jaroslava Kincla postaveny tzv. dvouletkové domy. Původně se jednalo o třípodlažní domy se sedlovými střechami.

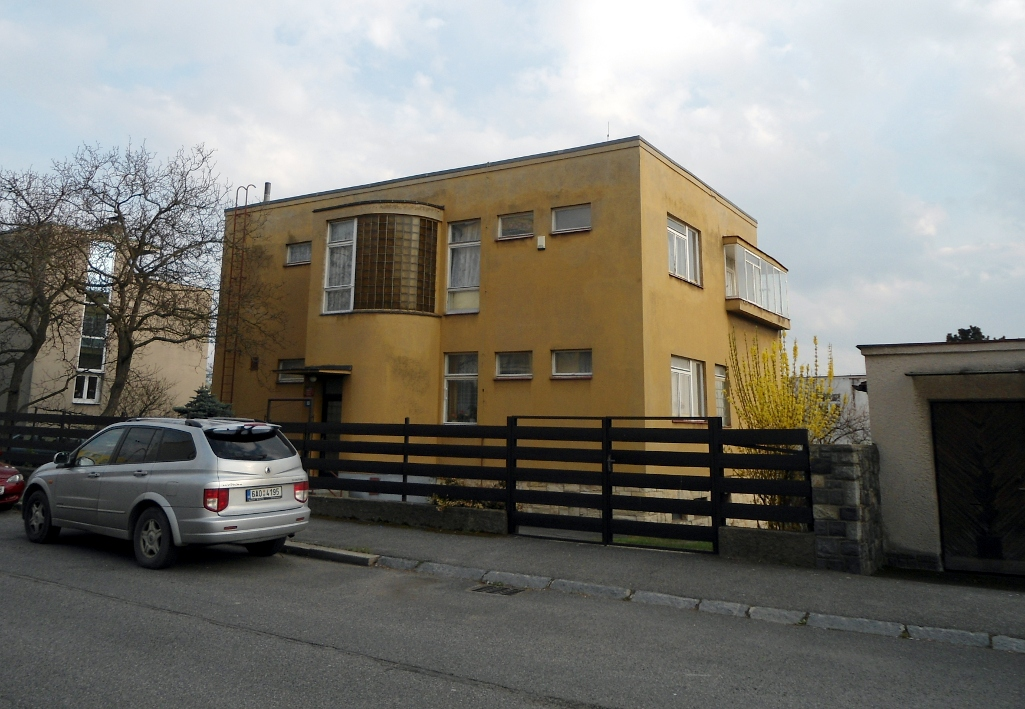
Funkcionalistická vila v Libišské ulici

- Richard Ferdinand Podzemný byl projektantem dvou funkcionalistických vil, z nichž jedna se nachází v Čimické ulici, č.p. 76/772 a druhá v Libišské ulici čp. 10/772.[12]
- V Chaberské ulici sídlí Ústav fotoniky a elektroniky AV ČR, postavený v 60. letech. V roce 1963 zde byl spuštěn první maser v tehdejším Československu. Tuto přelomovou událost čs. laserové fyziky brzo následovala první laserová oční operace v Československu, provedená právě v budově ÚFE v Kobylisích.[13]
- Ulice Na Šutce nese název podle bývalé vinice, jejíž majitelé byli pravděpodobně Šudové ze Semanína.[7]

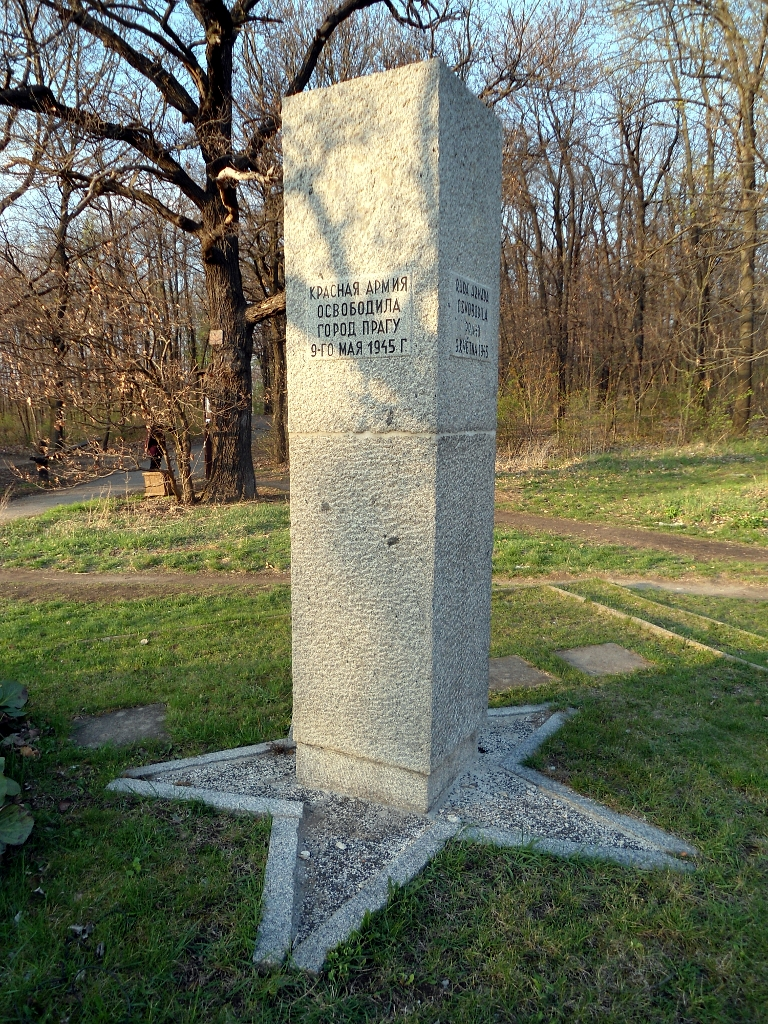
Pomník Rudé armády na západním okraji Čimického háje

- Název ulice Ke Stírce upomíná na dnes již zaniklou usedlost Stírka, dříve Štírka. Nejstarší jádro usedlosti, bývalá viniční věž s roubeným patrem, byla dokladem středověkého osídlení oblasti. Kolem roku 1664 byla rozšířena o obytnou část a hospodářská stavení. V 90. letech 19. století patřila manželům Dědinovým. V roce 1986 byla asanována.[14]

## Kultura
- V Klapkově ulici se nachází Divadlo Karla Hackera – Jiskra. U Základní školy Hovorčovická je umístěna plastika Inspirace, jejímž autorem je sochař Jan Hána.
- V jižním cípu Čimického háje, blízko stejnojmenné autobusové zastávky, stojí pomník Rudé armády. Druhý stojí u Kobyliského hřbitova, kam byl přemístěn z centra Prahy 8.[15] Na rohu Střelničné ulice a Náhorní stojí Dům Bible.[16] V Burešově a Klapkově ulici má pobočky Městská knihovna v Praze. V Klapkově ulici také sídlí nakladatelství nakladatelství Portál.[17]
- Salesiánské divadlo na Kobyliském náměstí při Salesiánském středisku mládeže Dona Bosca.

## Služby
V katastru Kobylis najdeme 5 základních škol, 2 základní umělecké školy, česko-ruské gymnázium, obchodní akademii, střední odborné učiliště a střední odborné školy. Ze zdravotnických zařízení zde najdeme četné ordinace a polikliniku. Komplexy obchodů se nacházejí především v Kulturním domě Ládví, protějším obchodním domě ve Střelničné ulici a v obchodním centru Sokolniky (pojmenováno podle jednoho moskevského parku), postavených v 70. letech.
Volnočasové vyžití především dětí zajišťuje Dům dětí a mládeže Spirála a Salesiánské středisko mládeže. V Mirovické ulici se nachází domov pro seniory.

## Sport
- V ulici Žernosecká leží Beachklub Ládví, s 18 kurty největší sportovní areál na plážový volejbal v Česku.
- V blízkosti ulice Nad koupalištěm, s vchodem z ulice Pod statky se nachází koupaliště, zrekonstruované po výstavbě stanice metra Kobylisy, při které sloužilo jako stavební zázemí této stanice.
- V Kobylisích vyvíjí činnost fotbalový klub FK Admira Praha.

## Příroda
- Dub u Čimické hájovny